# Jeff Fabry
Jeffrey "Jeff" Fabry (Hanford, 14 april 1973) is een Amerikaans boogschutter.
Fabry verloor zijn rechterarm en -been bij een motorongeluk toen hij vijftien jaar was. In 1997 begon hij met boogschieten. Hij houdt de boog vast met zijn linkerarm en trekt de pijl met zijn mond.
Op de Paralympische Zomerspelen in Athene (2004) behaalde hij met het team (met Kevin Stone en Aaron Cross) een bronzen medaille. Ook in de individuele rondes won hij een bronzen medaille. Op de Spelen in Peking (2008) won hij in de individuele ronde opnieuw brons.

## Palmares
| 2004 Paralympische Zomerspelen (team) Paralympische Zomerspelen (individueel) | 2008 Paralympische Zomerspelen (individueel) |